# Keratinocyt

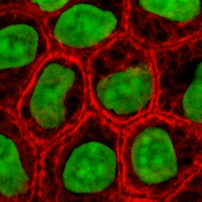
keratinocyter (det röda är keratin).

Keratinocyt, cell som finns i överhudens (epidermis) alla lager, och som innehåller keratin. Den vandrar uppåt och går i apoptos i stratum corneum, det vill säga programmerad celldöd, och bildar det yttre döda cellagret på kroppen. Dess huvudsakliga uppgift är att vara kroppens skydd mot UV-strålning, bakterier, virus och andra ämnen som kan vara skadliga för våra organ.
- Wikimedia Commons har media som rör Keratinocyt.